# Subiasella swiftae
Subiasella swiftae är en kvalsterart som beskrevs av Subías och Antonio Arillo 2003. Subiasella swiftae ingår i släktet Subiasella och familjen Oppiidae. Inga underarter finns listade i Catalogue of Life.